# Bladen de gulna
Bladen de gulna är en svensk sång.

## Historik
Bladen de gulna är en svensk sång efter Ada Carlsson (1897–1918) i Drevs socken. Hon hade lärt sig den av sin mormor Maria Persson (1830–1916) i Gårdsby socken. Den upptecknades 1979 av Magnus Gustafsson och publicerades 2021 i boken Folkliga koraler från södra Sverige.

## Publicerad i
- Folkliga koraler från södra Sverige som nummer 17 Bladen de gulna.[1]